# Telescópio newtoniano

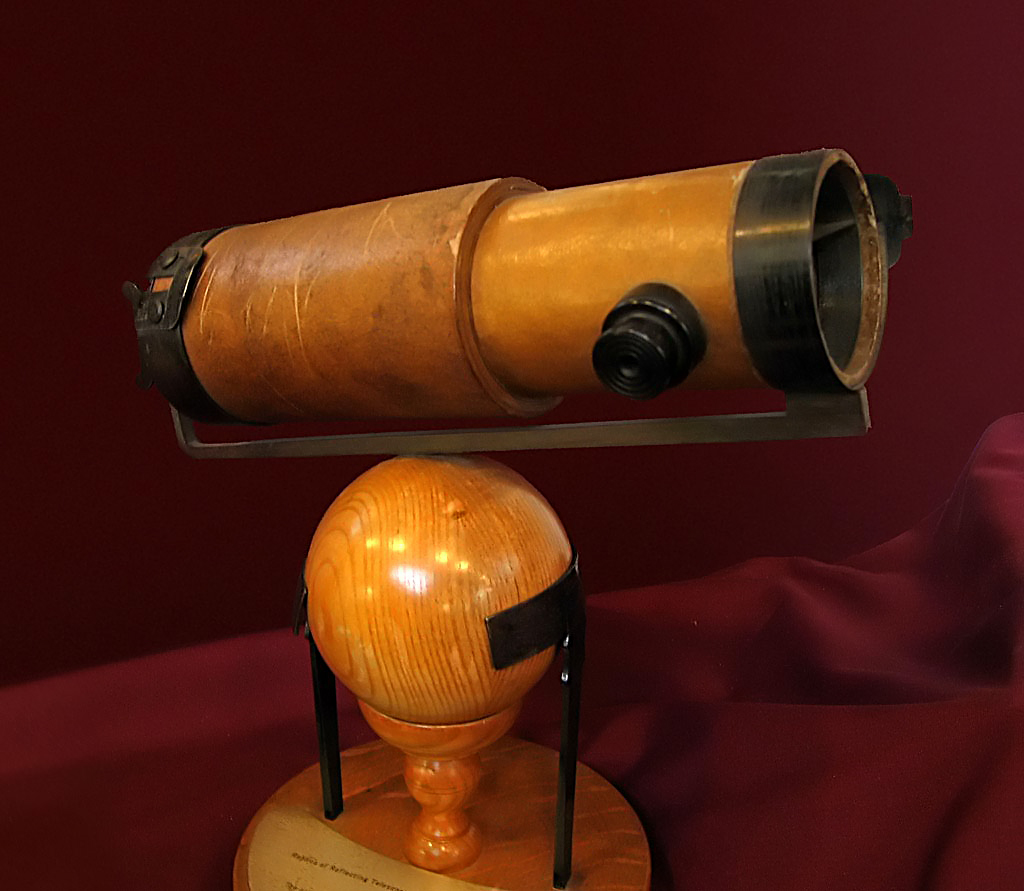
Réplica do telescópio de Isaac Newton

O telescópio newtoniano, também chamado de refletor newtoniano, é um tipo de telescópio refletor inventado pelo cientista inglês Sir Isaac Newton, usando um espelho primário côncavo e um espelho secundário diagonal plano. O primeiro telescópio refletor de Newton foi concluído em 1668 e é o mais antigo telescópio refletor funcional conhecido. O design simples do telescópio newtoniano o tornou muito popular entre os fabricantes de telescópios amadores.

## Descrição
Um telescópio newtoniano é composto de um espelho primário ou objetivo, geralmente de forma parabólica, e um espelho menor chamado "secundário", que é plano. O primeiro espelho permite coletar a luz que vem da região pontiaguda do céu, o segundo espelho redireciona a luz para fora do eixo óptico em um ângulo de 90 graus para que possa ser vista com uma ocular.

## Histórico

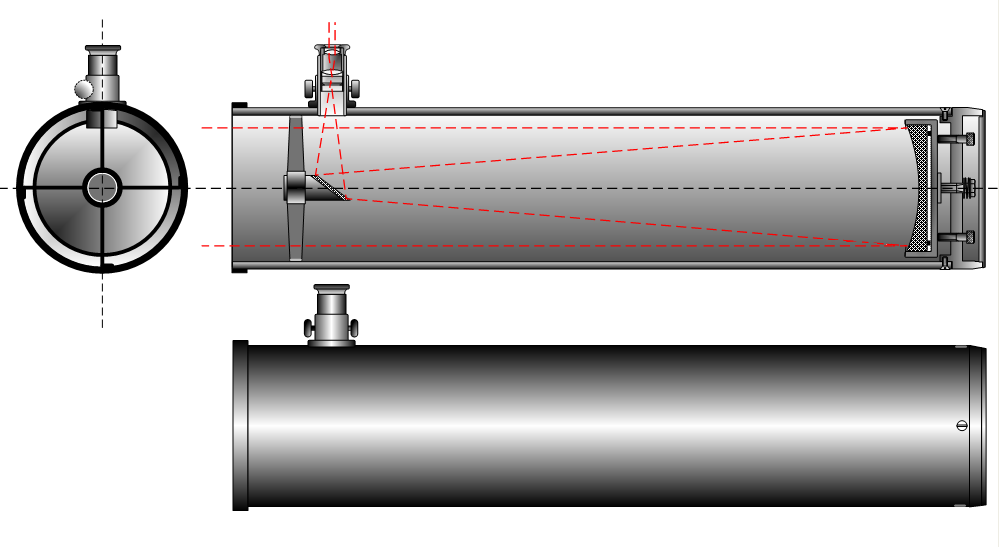
Diagrama óptico do telescópio newtoniano

A ideia de Newton para um telescópio refletor não era nova. Galileo Galilei e Giovanni Francesco Sagredo discutiram o uso de um espelho como objetivo de formação de imagem logo após a invenção do telescópio refrator,  e outros, como Niccolò Zucchi, afirmaram ter experimentado a ideia já em 1616.  Newton pode até ter lido o livro de James Gregory de 1663, Optica Promota, que descrevia projetos de telescópios refletores usando espelhos parabólicos (um telescópio que Gregory estava tentando construir sem sucesso). 

Newton construiu seu telescópio refletor porque suspeitava que poderia provar sua teoria de que a luz branca é composta de um espectro de cores.  A distorção de cor (aberração cromática) era a principal falha dos telescópios refratores da época de Newton, e havia muitas teorias sobre o que a causava. Durante meados da década de 1660, com seu trabalho sobre a teoria da cor , Newton concluiu que esse defeito era causado pela lente do telescópio refrator se comportando da mesma forma que os prismas que ele estava experimentando, quebrando a luz branca em um arco-íris de cores ao redor de objetos astronômicos brilhantes. Se isso fosse verdade, então a aberração cromática poderia ser eliminada construindo um telescópio que não usasse uma lente – um telescópio refletor.

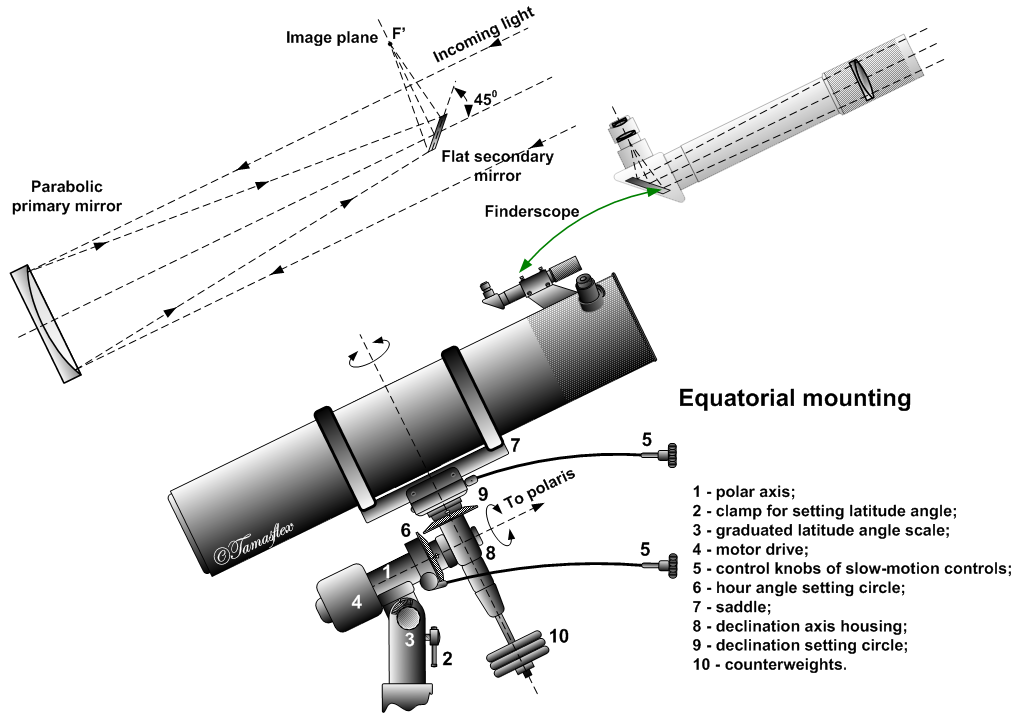
Telescópio newtoniano em montagem equatorial

No final de 1668 Isaac Newton construiu seu primeiro telescópio refletor. Ele escolheu uma liga de estanho e cobre como o material mais adequado para seu espelho objetivo. Mais tarde, ele concebeu meios para moldar e retificar o espelho e pode ter sido o primeiro a usar um pitch lap para polir a superfície óptica. Ele escolheu uma forma esférica para seu espelho em vez de uma parábola para simplificar a construção; mesmo que introduzisse a aberração esférica, ainda corrigiria a aberração cromática. Ele acrescentou ao seu refletor o que é a marca registrada do design de um telescópio newtoniano, um espelho secundário montado diagonalmente próximo ao foco do espelho primário para refletir a imagem em um ângulo de 90° em relação a uma ocular montada na lateral do telescópio. Esta adição única permitiu que a imagem fosse visualizada com obstrução mínima do espelho objetivo. Ele também fez o tubo, montagem e acessórios. A primeira versão de Newton tinha um diâmetro de espelho primário de 1,3 polegadas (33 mm) e uma razão focal de f/5. Ele descobriu que o telescópio funcionava sem distorção de cor e que ele podia ver as quatro luas galileanas de Júpiter e a fase crescente do planeta Vênus com ele. O amigo de Newton, Isaac Barrow, mostrou um segundo telescópio a um pequeno grupo da Royal Society de Londres no final de 1671. Eles ficaram tão impressionados com ele que o demonstraram a Carlos II em janeiro de 1672. Newton foi admitido como membro da sociedade no mesmo ano.

Como Gregory antes dele, Newton achou difícil construir um refletor eficaz. Era difícil moer o metal do espéculo até uma curvatura regular. A superfície também escureceu rapidamente; a conseqüente baixa refletividade do espelho e também seu pequeno tamanho significavam que a visão através do telescópio era muito fraca em comparação com os refratores contemporâneos. Devido a essas dificuldades na construção, o telescópio refletor newtoniano inicialmente não foi amplamente adotado. Em 1721, John Hadley mostrou um modelo muito melhorado para a Royal Society. Hadley resolveu muitos dos problemas de fazer um espelho parabólico.